# Nogas
Nogas, englisch Nogas Island, ist eine philippinische Insel in der nordöstlichen Sulusee, ca. 5 km vor der Südwestspitze der Insel Panay.

## Geographie
Nogas und die sie umgebende Riffplattform bilden ein Meeresschutzgebiet in der philippinischen Provinz Antique. In der Mitte der dicht bewaldeten Insel steht lediglich ein Leuchtturm.

## Verwaltung
Nogas gehört zur Gemeinde Anini-y (Municipality of Anini-y) in der philippinischen Provinz Antique.